# 豊秋半二
豊秋 半二（とよあき はんじ、明治40年（1907年）10月19日 - 平成4年（1992年）6月26日）は、大正から平成初期の時代にかけての日本画家。本名半次。号は豊、半、半二、半次など。

## 経歴
明治40年（1907年）富山県朝日町に生まれる。1935年に上京して安田靫彦に師事。1946年第31回院展に「お盆だて」で初入選。1948年第33回院展に「障子」で入選。1955年第40回院展に「エジプトの宝」で奨励賞を受賞。翌年の同展に「江口」で美術院大観賞を受賞。1960年院展を離れ従来の花鳥や人物ではなく、山岳をモチーフとした風景を描き始める。個展で作品を発表を続け、その後京都市大徳寺障壁画「連壁飛鳥」を制作した。1981年「‘81富山の美術」展などにも出品参加。1992年没。

## 作品
- 「連壁飛鳥」
- 「お盆たて」
- 「エジプトの宝」
- 「江口」
- 「障子」
- 「山雲風雪の巻」[2]
- 「下品上生観」
- 「大岩渓瀑」

## 書籍
- 『豊秋半二展 : 郷土が生んだ日本画の巨匠』朝日町立ふるさと美術館,1991[3]